# Török Gábor (labdarúgó)
Török Gábor (Alsónémedi, 1936. május 30. – 2004. január 8.) olimpiai bronzérmes, válogatott labdarúgó, edző.

## Pályafutása

### A válogatottban
1958 és 1960 között három alkalommal szerepelt a válogatottban.  Hétszeres olimpiai válogatott (1960), hétszeres utánpótlás-válogatott (1957–58), négyszeres B-válogatott (1959–61), háromszoros Budapest-válogatott (1959–61).

## Sikerei, díjai
- Olimpiai játékok
  - 3.: 1960, Róma
- Magyar bajnokság
  - bajnok: 1959–60
  - 2.: 1960–61, 1961–62
  - 3.: 1962–63
- Kupagyőztesek Európa-kupája (KEK)
  - elődöntős: 1961–62

## Statisztika

### Mérkőzései a válogatottban
| Magyarország | Magyarország        | Magyarország                    | Magyarország | Magyarország | Magyarország  | Magyarország        | Magyarország | Magyarország |
| #            | Dátum               | Helyszín                        | Hazai        | Eredmény     | Vendég        | Kiírás              | Gólok        | Esemény      |
| ------------ | ------------------- | ------------------------------- | ------------ | ------------ | ------------- | ------------------- | ------------ | ------------ |
| 1.           | 1958. október 26.   | Bukarest, Augusztus 23. Stadion | Románia      | 1 – 2        | Magyarország  | barátságos          | -            |              |
| 2.           | 1958. november 23.  | Budapest, Népstadion            | Magyarország | 3 – 1        | Belgium       | barátságos          | -            |              |
|              | 1960. augusztus 26. | L’Aquila (ITA)                  | Magyarország | 2 – 1        | India         | olimpiai D csoport  | -            |              |
|              | 1960. szeptember 1. | Róma (ITA)                      | Magyarország | 7 – 0        | Franciaország | olimpiai D csoport  | -            |              |
|              | 1960. szeptember 6. | Róma (ITA)                      | Dánia        | 2 – 0        | Magyarország  | olimpiai elődöntő   | -            |              |
|              | 1960. szeptember 9. | Róma                            | Olaszország  | 1 – 2        | Magyarország  | olimpiai 3. helyért | -            |              |
| 3.           | 1960. október 9.    | Budapest, Népstadion            | Magyarország | 1 – 1        | Jugoszlávia   | barátságos          | -            |              |
|              | Összesen            |                                 |              | 3            | mérkőzés      |                     | 0            | gól          |